# Charette (Québec)
Pour les articles homonymes, voir Charette.
Charette est une municipalité canadienne du Québec de la municipalité régionale de comté de Maskinongé et de la région administrative de la Mauricie.
Les habitants de Charette sont des Charettois ou des Charettoises. Charette est une petite municipalité près de Shawinigan et de Trois-Rivières. La rivière Yamachiche et une voie ferrée du Canadien National passent dans le village. L'école Notre-Dame-des-Neiges est la seule école primaire du village.

## Toponymie
Le nom de Charette provient du nom de l'un de ses premiers habitants: Édouard De Charette. Un bureau de poste ouvre sous le nom de Charette en 1910 et la municipalité reprend ce nom lors de sa création en 1918. La gare est nommée sous le nom anglophone de Charette's Mills, mais les habitants ont réclamé un nom français et ont eu gain de cause.

## Histoire
L'établissement de Charette début en 1875 par l'établissement d'un moulin à farine et d'un moulin à scie sur la rivière Yamachiche par Édouard De Charette, qui est originaire de Sainte-Ursule. En 1900, le chemin de fer arrive par l'expansion du Great Northern Railway of Canada et une gare des ouverte à Charette. Une église est construite sous le patronage de Notre-Dame-des-Neiges en 1909. Le bureau de poste ouvre en 1909 et Notre-Dame-des-Neiges devient une paroisse distincte en 1914. La municipalité de Charette est créée en 1918, reprenant le territoire de la paroisse.
- 19 février 1918: Constitution de la municipalité de Charette.

## Géographie
La municipalité est drainée par trois rivières:
- La rivière du Loup (Mauricie) qui délimite le territoire à l'ouest avec la municipalité de Saint-Paulin;
- La Petite rivière Yamachiche qui prend ses eaux de têtes au sud du village de Charette;
- La rivière Yamachiche venant de Saint-Élie-de-Caxton qui traverse le village de Charette, puis continue dans Saint-Boniface, Saint-Barnabé et Yamachiche.

## Démographie
| 1976 | 1981 | 1986 | 1991 | 1996 |
| ---- | ---- | ---- | ---- | ---- |
| 881  | 951  | 966  | 968  | 962  |

| 2001 | 2006 | 2011 | 2016 | 2021  |
| ---- | ---- | ---- | ---- | ----- |
| 941  | 924  | 993  | 953  | 1 034 |

## Administration
Les élections municipales se font en bloc pour le maire et les six conseillers.
| Charette Maires depuis 2003                                                                                          |                      |         |          |
| Élection | Maire                | Qualité | Résultat |
| 2003 | Claude Boulanger     |         | Voir     |
| 2005 | Claude Boulanger     | Voir    |          |
| 2009 | Guy Diamond          |         | Voir     |
| 2013 | Claude Boulanger (2) |         | Voir     |
| 2017 | Claude Boulanger (2) | Voir    |          |
| 2021 | Claude Boulanger (2) | Voir    |          |
| Élection partielle en italique Depuis 2005, les élections sont simultanées dans toutes les municipalités québécoises |                      |         |          |